# Theba (Arizona)
Theba es un lugar designado por el censo ubicado en el condado de Maricopa en el estado estadounidense de Arizona. En el Censo de 2010 tenía una población de 158 habitantes y una densidad poblacional de 98,08 personas por km².

## Geografía
Theba se encuentra ubicado en las coordenadas 32°55′6″N 112°53′23″O / 32.91833, -112.88972. Según la Oficina del Censo de los Estados Unidos, Theba tiene una superficie total de 1.61 km², de la cual 1.61 km² corresponden a tierra firme y (0%) 0 km² es agua.

## Demografía
Según el censo de 2010, había 158 personas residiendo en Theba. La densidad de población era de 98,08 hab./km². De los 158 habitantes, Theba estaba compuesto por el 36.71% blancos, el 0.63% eran afroamericanos, el 0% eran amerindios, el 0% eran asiáticos, el 0% eran isleños del Pacífico, el 62.66% eran de otras razas y el 0% pertenecían a dos o más razas. Del total de la población el 95.57% eran hispanos o latinos de cualquier raza.